# Thaddeus H. Ames
Thaddeus Hoyt Ames (* 28. Januar 1885 in Chautauqua, New York; † 17. April 1963 in Phoenix Maricopa County, Arizona) war ein US-amerikanischer Mediziner, Neurologe, Psychiater und Psychoanalytiker.

## Leben und Wirken
Ames war der Sohn des in Kalamazoo praktizierenden Arztes Edward Ames (1851–1940) und Cornelia Annette Hoyt (1852–1934). Er studierte an der University of Michigan Medizin, wo er im Jahre 1905 seinen M.D. erhielt. Zunächst absolvierte er eine Ausbildung in dem Fachgebiet Neurologie und wurde später Psychiater und Psychoanalytiker. In den Jahren 1911 und 1912 besuchte er Sigmund Freud und studierte Neuropsychiatrie in Wien, München und London. Er war zeitweise Lehranalytiker von Horace Westlake Frink; beide wurden um das Jahr 1921 Freuds Patienten.
Er war an der Cornell University „clinical instructor“ und damit als Facharzt der Neurologie für die Anleitung und Bewertung der klinischen Ausbildung von Studenten der Medizin verantwortlich.
Ames war nicht nur Mitglied der American Psychoanalytic Association und der New York Psychoanalytic Society, sondern von letzterer auch, in den Jahren 1921 bis 1922, deren Vorsitzender.
Ames war Schatzmeister der im Jahre 1923 gegründeten Stiftung „The League of Composers“ eine Gesellschaft, deren erklärtes Ziel es war, Darbietungen neuer Musik zu ermöglichen, sich für amerikanische Komponisten in den Vereinigten Staaten und im Ausland einzusetzen und dem amerikanischen Publikum qualitativ hochwertige Musik darzubieten.
Thaddeus Hoyt Ames war mit Elizabeth Copley Marsh (1884–1954) verheiratet und hatte zwei Kinder; Richard Mccurdy Ames (1924–2007) und Edward Ames (1921–1998).

## Werke (Auswahl)
- Analysis of Blindness as a Symptom of Hysteria. (1914)
- Psychogenetic Convulsions, the Result of a Wish. (1915);
- Prevention of War Neuroses (1918)
- Prevention of Mental Disease in Children (1944).